# 遠藤武 (生活文化史学者)
遠藤 武（えんどう たけし、1911年（明治44年）12月16日 - 1992年（平成4年）12月10日）は、日本の学者。専門は、近世日本の服飾及び生活文化史。文学博士。東京市出身。

## 経歴
1935年（昭和10年）、立教大学文学部史学科卒業。帝室博物館研究員、日本実業史博物館主事、文部省学術課史料館文部事務官兼和洋女子大学教授、文化女子大学主任教授並びに文化学園博物館館長、福島大学・大妻女子大学・静岡女子大学・関東学院女子短期大学・郡山女子短期大学・湘北短期大学講師、歴任。文化女子大学名誉教授。日本服飾学会会長、日本風俗史学会東京副支部長、文化財保護審議会専門委員、神奈川大学日本常民文化研究所理事、江戸東京博物館資料収集委員などを務める。
1961年、国学院大学文学博士。学位論文は「服飾上よりみたる近世女性風俗」。

## 著作物

### 著書
- 『近代日本服飾史』
- 『図説日本広告史』
- 『座机と書棚（木材工芸叢書16）』洪洋社、1936年。全国書誌番号:46074205、NCID BN15094400。
- 『室内家具装飾法』産業図書、訂7版、1950年。全国書誌番号:50006427、NCID BA64664638。
- 『図説広告変遷史』中部日本新聞社、1961年。全国書誌番号:61004452、NCID BN0101382X。
- 『日本の民具』 慶友社、1964年。NCID BN0503383X、OCLC 21946893。
- 『図説日本服飾史』 建帛社、1965年。
- 『服飾近代史』 雄山閣出版、1970年。全国書誌番号:73001404、NCID BN06512940。
- 『原色浮世絵大百科事典　第五巻 風俗』 大修館書店、1980年。全国書誌番号:81003665、NCID BN02527913。
- 『遠藤武著作集〈第一巻 服飾編〉』文化出版局、1985年。ISBN 4-579-50115-2
- 『遠藤武著作集〈第二巻 近代編〉』文化出版局、1987年。ISBN 978-4-579-50126-7
- 『遠藤武著作集〈第三巻 民俗編〉』文化出版局、1988年。ISBN 978-4-579-50133-5
- 『日本の民具』慶友社、〔新装版〕、1992年。ISBN 4-874-49218-5

### 共著
- 『講座日本風俗誌 第1巻』 共著者：松島栄一・池田弥三郎 文化出版局、1958年。
- 『図説日本洋装百年史』 共著者：原田伴彦・百瀬明治 文化出版局、1962年。全国書誌番号:62009178、NCID BN07274327。
- 『写真にみる日本洋装史』 共著者：石山彰 文化出版局、1980年。全国書誌番号:80032418、NCID BN03849642。
- 『図録 近世女性生活史入門事典』共著者：原田伴彦・百瀬明治 柏書房、1991年。ISBN 4-760-10603-0
- 『絵で見る江戸の女たち』 共著者：原田伴彦・百瀬明治 柏書房、新版、2006年。ISBN 978-4-760-13044-3